# Phalangodinella callositas
Phalangodinella callositas is een hooiwagen uit de familie Zalmoxioidae.